# La rossa maschera del terrore
La rossa maschera del terrore (The Oblong Box) è un film del 1969 diretto da Gordon Hessler.
Il titolo originale è ispirato al racconto di Edgar Allan Poe La cassa oblunga; altri riferimenti sono rintracciabili nel racconto La sepoltura prematura.

## Trama
Edward Markham, tornato dall'Africa in Inghilterra orribilmente deturpato a causa di una maledizione, vive prigioniero nella casa dal fratello Julian. Dopo aver preso una pillola, Edward viene creduto morto e sepolto in una bara. Con l'aiuto di un medico esce dalla catalessi, indossa una maschera rossa e torna per vendicarsi.

## Critica
«... molto deludente: effettacci, un po' di sesso, cattivo gusto e anche noia.» * 